# N'oublie pas que tu vas mourir
Pour plus de détails, voir Fiche technique et Distribution.
N'oublie pas que tu vas mourir est un film français réalisé par Xavier Beauvois, sorti en 1995.

## Synopsis
Au début des années 1990, un étudiant en histoire de l'art, Benoît, simule une tentative de suicide pour échapper au service militaire. Le médecin qui s'occupe de lui se blesse et lui fait passer le test de dépistage du VIH, découvrant ainsi qu'il est séropositif.
Benoît va alors quitter sa voie toute tracée pour se lancer dans une quête effrénée de plaisirs. En compagnie d'Omar, il découvre la drogue et le sexe tarifé à plusieurs.
Lors d'un voyage en Italie, il rencontre à Rome Claudia, dont il tombe amoureux, trouvant une fragile et éphémère stabilité. Allant jusqu'au bout de l'exemple grec suivi par George Gordon Byron, qu'il professe à l'université, il fuit Claudia et part pour la Croatie, s'engageant aux côtés de son armée lors de la guerre de Croatie où il tombe rapidement sous les balles.

## Fiche technique
- Titre : N'oublie pas que tu vas mourir
- Titre anglais : Don't Forget You're Going to Die
- Réalisation : Xavier Beauvois - la scène de la gare a été filmée par Philippe Garrel
- Scénario : Xavier Beauvois, Anne-Marie Sauzeau, Emmanuel Salinger, Zoubir Tligui
- Photographie : Caroline Champetier
- Montage : Agnès Guillemot
- Musique : John Cale
- Producteur : Pascal Caucheteux
- Directeur de Production : Mat Troi Day
- Société de production : Why Not Productions
- Distributeur d'origine : PolyGram Films International
- Pays d'origine :  France
- Genre : drame
- Durée : 118 minutes
- Dates de sortie :
  - Canada : 10 septembre 1995 (Festival de Toronto)
  - France : 3 janvier 1996 (sortie nationale)

## Distribution
- Xavier Beauvois : Benoît
- Chiara Mastroianni : Claudia
- Roschdy Zem : Omar
- Bulle Ogier : la mère de Benoît
- Jean-Louis Richard : le père de Benoît
- Emmanuel Salinger : le médecin militaire
- Jean Douchet : Jean-Paul
- Pascal Bonitzer : un psychiatre
- Cédric Kahn : un ami de Benoît
- Stanislas Nordey : un ami de Benoît
- Patrick Chauvel : un militaire
- Denis Psaltopoulos : un patient

## Production
Le titre du film est la traduction de la phrase latine Memento mori. Le film s'appuie sur de grands sujets d'actualité des années 1990 : le sida, les guerres de Yougoslavie. Une scène contient une analyse de La Mort de Sardanapale d'Eugène Delacroix.

## Accueil
N'oublie pas que tu vas mourir réalise 119 290 entrées lors de son exploitation en salles.

## Distinctions
- Festival de Cannes 1995 : Prix du Jury
- Prix Jean-Vigo 1995